# Встреча с избирателями
Встреча с избирателями — вид агитационной работы, основанный на личном общении кандидата с избирателями. Предполагается, что в личном общении кандидат может произвести неизгладимое впечатление избирателей до дня выборов. Встреча дает избирателям возможность познакомиться с кандидатами на выборы. Это позволит им понять, кто надеется быть избранным и представлять их интересы. 
Цель кандидата — запомниться избирателям. Цель избирателя — узнать программу кандидата и понять, сможет ли кандидат выполнить свои обещания, выторговать как можно больше благ в период до дня голосования. 

## Виды встреч
В недемократических обществах встречи с кандидатами в депутаты зачастую носят формальный характер. Существует 3 вида встреч с избирателями: 
- Встречи в трудовых коллективах: коллектив предприятия или завода собирают на встречу с кандидатом. Особенность заключается в том, что людей принуждают посетить собрание, однако, если неформальным лидерам симпатичен кандидат, то встреча проходит очень успешно. И электорат в нужное время поставит заветные галки в бюллетенях.

- Встречи на родительских собраниях в школах и детских садах: приходя на родительские собрания, родители прежде, чем услышать актуальную информацию о ребёнке, вынуждены выслушивать пропаганду. Эффективность не высока так как часть родителей вообще может проживать в других районах. Главный плюс, как и во встрече на заводе, кандидат находится в теплом и сухом месте, избиратели вынуждены его слушать.

- Встречи «во дворах»: на дверях подъездов заблаговременно развешивают объявления о встрече с кандидатом. За час до встречи агитаторы обходят подъезды и напоминают о встрече. Самый эффективный вид встреч так как на него приходит «замотивированный» клиент. Главный минус: при плохих погодных условиях на встречи никто не приходит, часто кандидат становится объектом внимания сумасшедших, бомжей, алкоголиков. Мало кто из них пойдет на выборы, однако, в процессе встречи они склонны оттягивать внимание на себя. Поэтому необходимо обучать помощников кандидата работать с подобными  людьми.

Во многих "постсоветских странах", где еще не укрепились демократические институты, выборы депутатов проходят формально и политическая культура на весьма низком уровне или отсутствует вовсе. 

## Примеры
Президентские выборы в Белоруссии 2020 и последовавшие за ними репрессии в белорусском обществе являются наглядным примером того, что без строительства настоящих демократических институтов, общественный строй легко может перейти от автократии к диктатуре.  